# 蒲察夫人 (完颜宗峻)
蒲察夫人（?—?），中国金朝第三代皇帝金熙宗的母亲。她是金太祖嫡子丰王完颜宗峻的妻子，金熙宗於1136年九月壬申，追尊父亲丰王为景宣皇帝，庙号徽宗，母亲蒲察氏为惠昭皇后。